# Sächsischer Radfahrer-Bund
Der Sächsische Radfahrer-Bund (SRB) wurde am 10. Oktober 1891 in Leipzig gegründet.
1. Vorsitzender von 1891 bis 1896 war der in Machern beheimatete Verleger Alexander Duncker (Verleger, 1850). 1. Vorsitzender ab 1897: Dr. Hermann Bauer. „Der Bund ist 1897 eingeteilt in 28 Bezirke und 76 Vereinen mit 1953 Mitgliedern.“
Ab 1893 gibt der SRB die Radfahrerzeitung heraus. Die Sächsische Rad- und Motorfahrer-Zeitung : Organ für Rad- und Motorfahrer und Automobilisten war zwischen 1904 und 1920 die offizielle Zeitung des Sächsischen Radfahrer-Bundes.
1902 wurde der Sächsische Radfahrer-Bund Mitglied im Kartell deutscher und österreichischer Rad- und Motorfahrer-Verbände. Die Sächsische Rad- und Motorfahrer-Zeitung fungierte auch als offizielle Zeitung dieses Kartelles im Königreich Sachsen. 1924 war der SRB Gründungsmitglied der Vereinigung Deutscher Radsport-Verbände.
Heute umfasst der Sächsische Radfahrer-Bund 125 Vereine und Radsport-Abteilungen verschiedener Disziplinen wie Rennrad, Mountainbiking, Radball, Kunstradfahren.

## Historische Wett- und Preisfahrten
Folgende historische Wett- und Preisfahrten des SRB wurden einer Akte des Stadtarchivs Freiberg entnommen. Abschriften der Gesuche, Genehmigungen, Kostenbescheide und Fahrbedingungen für die Wettfahrten wurden den betroffenen Städten vom Sächsischen Ministerium der Justiz mit Gelegenheit zur Stellungnahme mitgeteilt.
- „Rund durch Sachsen“: 1909, 1910, 1912, 1913, 1914.
- „Rund um die Lausitz“: 1909, 1911, 1912, 1913, 1914, 1915–1919 nicht ausgetragen, dann wieder ab 1920.[11]
- „Zittau–Leipzig“: 1908, 1909, 1912, 1913, 1914.[12]
- „Rund um Leipzig“[13]
- „Rund durchs Vogtland“: 1. September 1912.
- Zuverlässigkeitsfahrt der Prestowerke Act.-Ges.-Chemnitz, 10. September 1911, geleitet durch den SRB.
- Völkerschlachtfahrt: 19./20. April 1913 (zweitägige Völkerschlacht-Jubiläumsfahrt), 3. Mai 1914.

## Bundesfeste
- 13. Bundesfest, 1904 im Bezirk Plauen[14]
- 14. Bundesfest, 1905 in Zwickau[15]
- 17. Sächsisches Radfahrerbundesfest, 1908 in Zittau[16]
- 18. Bundesfest, 1909 in Döbeln[17]
- 20. Bundesfest, 12. bis 14. August 1911 in Waldheim[18]
- 21. Bundesfest, 1912 in Bautzen[19]
- 22. Bundesfest, 1913 in Wurzen[20]
- Fest-Kommers zum 25jährigen Bestehen des Sächsischen Radfahrer-Bundes am 7. Oktober 1916 in Leipzig[21]
- 32. Bundesfest, Juli 1923 in Dresden[22]
- 34. Bundestag, 14.–18. August 1925 in Leipzig[23]
- 40. Bundesfest des SRB, 1931 in Rodewisch[24]

Ob bei einer Becherfahrt des Sächsischen Radfahrer-Bunds Bundesbecher direkt vergeben wurden, wird noch erforscht.

## Literatur und Weblinks

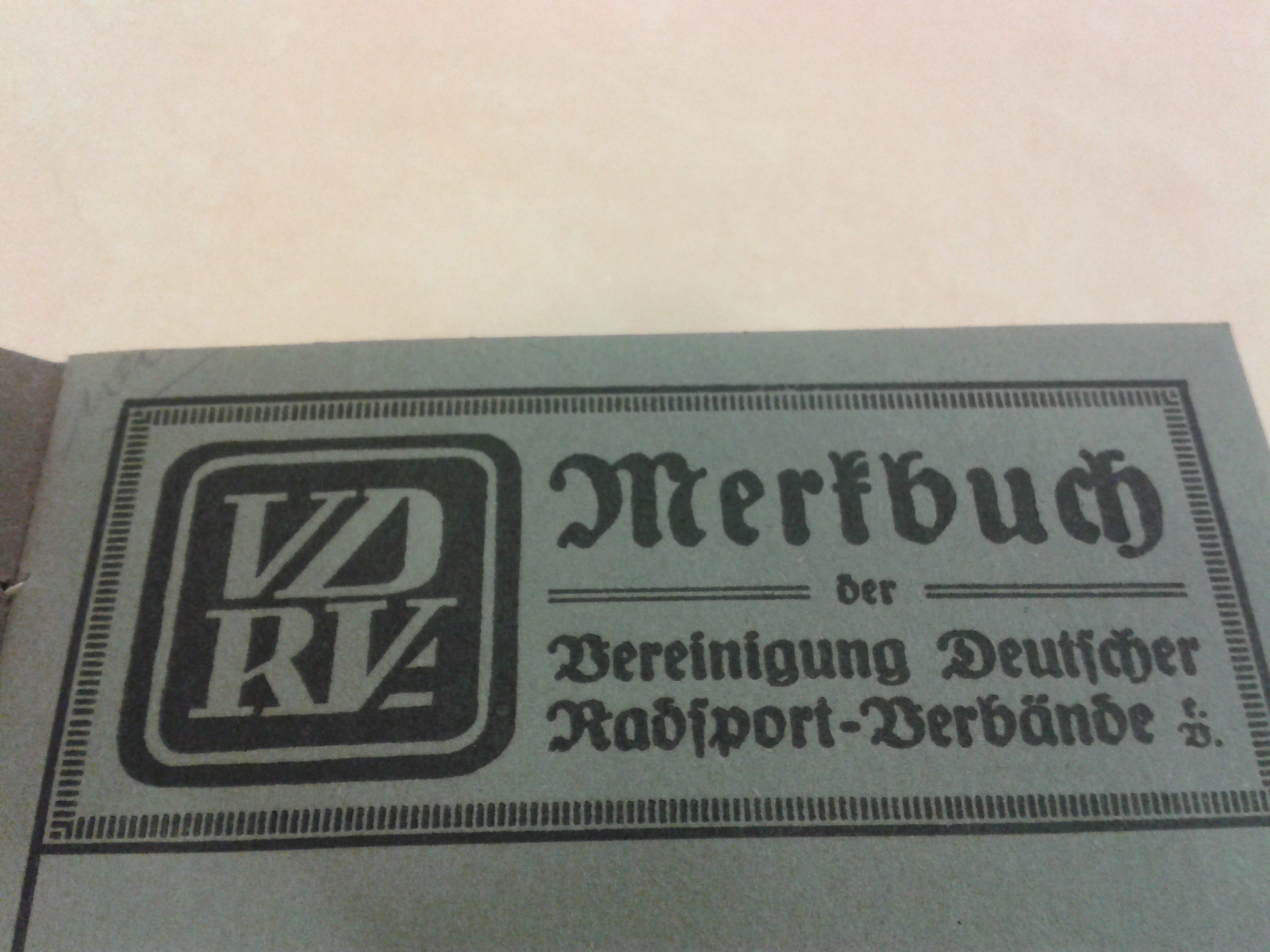
Logo der Vereinigung Deutscher Radsport-Verbände und Titel des Merkbuchs von 1925